# Robert Lelangue

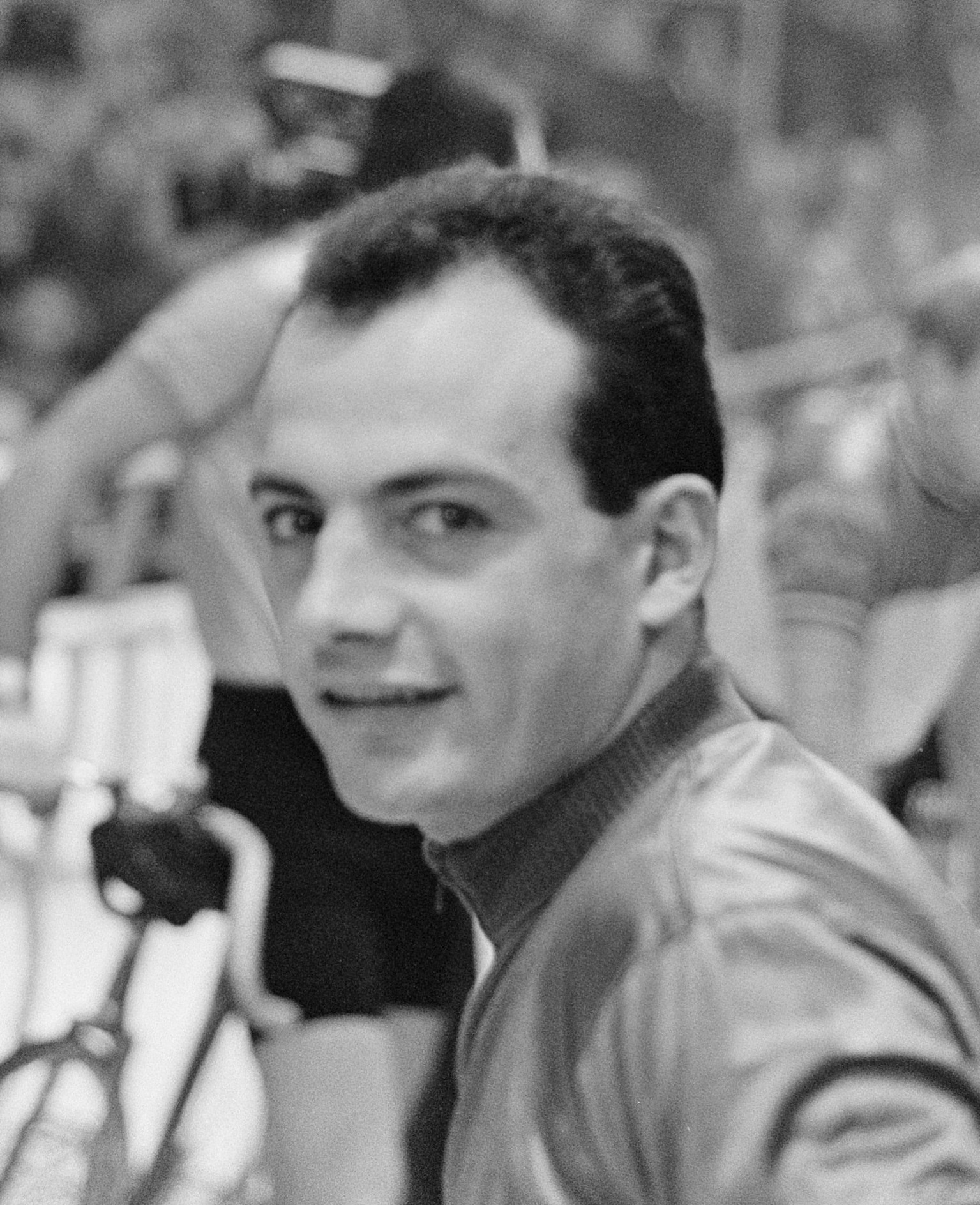
Robert Lelangue (1966)

Robert Lelangue (* 4. Februar 1940 in Etterbeck) ist ein ehemaliger belgischer Radrennfahrer und nationaler Meister im Radsport.

## Sportliche Laufbahn
Lelangue war Straßenradsportler und auch im Bahnradsport aktiv. Er war Teilnehmer der Olympischen Sommerspiele 1960 in Rom. Im olympischen Straßenrennen kam er auf den 49. Rang. Als Amateur gewann er die Eintagesrennen Gent–Wevelgem und Tour du Lac Léman.
1961 wurde er Berufsfahrer im Radsportteam Solo-Van Steenbergen und blieb bis 1969 als Radprofi aktiv. In seiner ersten Profisaison holte er einen Etappensieg in der Luxemburg-Rundfahrt. 1963 und 1964 gewann er den Grand Prix de Saint-Raphaël, 1965 die Nordwestschweizer Rundfahrt, 1966 den Grand Prix d’Antibes, 1967 den Grand Prix Jef Scherens und Sassari–Cagliari. Dazu kam ein Etappensieg im Rennen Vier Tage von Dünkirchen 1963, bei der Sardinien-Rundfahrt und der Mallorca-Rundfahrt 1967. Durch seine Endschnelligkeit war er in einer Reihe von Kriterien erfolgreich. Bei den nationalen Meisterschaften im Straßenrennen 1966 wurde er Zweiter hinter Guido Reybrouck. In der Tour de France 1963 kam er auf 69. den Platz.
1965 siegte er in der nationalen Meisterschaft im Zweier-Mannschaftsfahren mit Theo Verschueren als Partner. 1969 holte er den Titel im Omnium. Er bestritt eine Reihe von Sechstagerennen. 1964 konnte er mit Lull Gillen das Rennen in Montreal gewinnen.

## Berufliches
Lelangue war einige Jahre lang als Sportlicher Leiter in den Radsportteams Molteni, Fiat France und Kas-Campagnolo tätig.

## Familiäres
Er ist der Vater des ehemaligen Radprofis und Sportlichen Leiters John Lelangue.